# Мартяково
Мартяково — деревня в Грязовецком районе Вологодской области.
Входит в состав Ростиловского муниципального образования, с точки зрения административно-территориального деления — в Ростиловский сельсовет.
Расстояние по автодороге до районного центра Грязовца — 22 км, до центра муниципального образования Ростилово — 15 км. Ближайшие населённые пункты — Комарово, Мышкино, Сидоровское.
По переписи 2002 года население — 4 человека.